# Przemysław Nadolski
Przemysław Nadolski (ur. 1970 w Bytomiu) – polski historyk, archiwista, specjalizuje się głównie w historii przemysłu i komunikacji na Górnym Śląsku, autor wielu publikacji na temat historii miast górnośląskich, działacz stowarzyszenia „Euromost”.

## Życiorys
Jego rodzina pochodzi z Wołynia oraz terenów obecnego województwa lubelskiego. Absolwent II Liceum Ogólnokształcącego im. Stefana Żeromskiego w Bytomiu oraz Wydziału Nauk Społecznych Uniwersytetu Śląskiego w Katowicach na kierunku historia. Pierwotnie jego zainteresowania oscylowały wokół broni i uzbrojenia, a następnie komunikacji i transportu (głównie szynowego). Pierwszą jego samodzielną publikacją był album Bytom wczoraj. Bierze udział w projektach badawczych, dotyczących historii i kultury materialnej. Autor kilkudziesięciu publikacji, dotyczących miast przemysłowej części Górnego Śląska w XIX i XX wieku oraz wielu artykułów naukowych i popularnonaukowych, tłumacz tekstów z języka niemieckiego. Autor tekstów naukowych do prac zbiorowych i pokonferencyjnych (m.in. do „Zeszytów Gliwickich”, „Rocznika Świętochłowickiego”, „Rocznika Muzeum w Gliwicach” i monografii Katowic z 2012).
Inicjator odnowienia i przywrócenia w pierwotnym miejscu pomnika prezydenta rejencji opolskiej hrabiego von Quadta w Koźlu. Zainicjował także umieszczenie w nawierzchni jezdni ul. Dworcowej w Bytomiu fragmentu torowiska tramwajowego, upamiętniającego istniejącą w tym miejscu dawną linię tramwajową. W 2006 przyczynił się do przewiezienia z Warszawy do Bytomia oryginalnej figury lwa, pierwotnie znajdującej się na bytomskim rynku („Lew śpiący” autorstwa rzeźbiarzy Teodora Kalidego i Christiana Raucha). Nadolski zajmuje się także poszukiwaniem starych dzwonów, zrabowanych lub wywiezionych z górnośląskich parafii.
W 2006 odznaczony nagrodą „Muza”, przyznawaną w dziedzinie kultury przez Prezydenta Miasta Bytom.

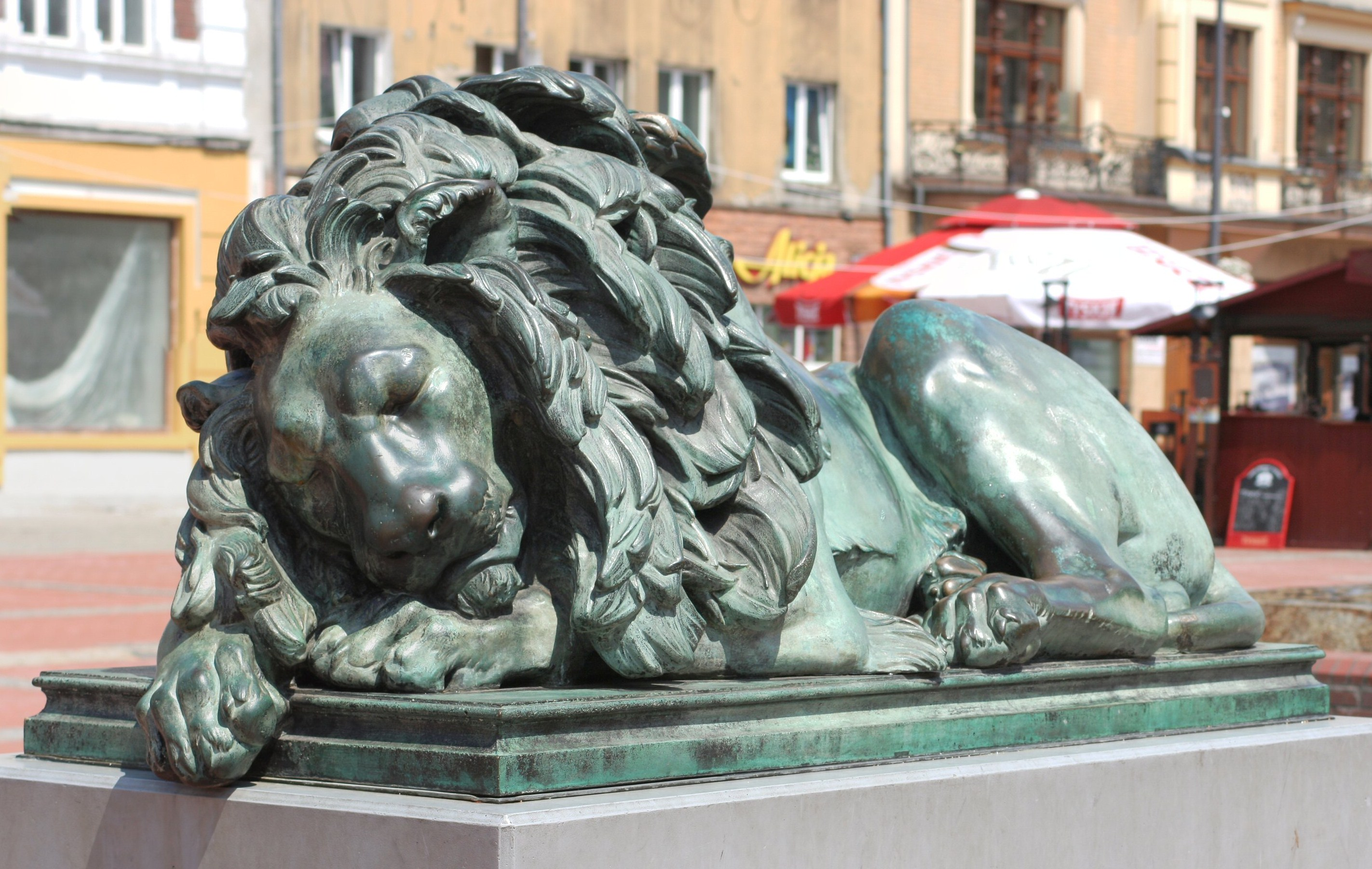
Lew śpiący na bytomskim rynku

## Publikacje zwarte (wybór)
- 1990
  - Ewidencja zabytków kolejnictwa na terenie województwa katowickeigo. Etap 1, Linie: Kędzierzyn - Mysłowice - Trzebinia, Gliwice - Kochłowice - Katowice Ligota, Pyskowice - Gliwice Łabędy (Katowice 1990), wspólnie z Krzysztofem Soidą
- 1991
  - Ewidencja zabytków kolejnictwa na terenie województwa katowickeigo. Etap 2 (Katowice 1991), wspólnie z Krzysztofem Soidą
- 1992
  - Bytom na starych mapach i planach (Bytom 1992), wspólnie z Jarosławem A. Krawczykiem
- 1995
  - Bytom na starych planach i pocztówkach (Bytom 1995), wspólnie z Janem Drabiną i Czesławem Czerwińskim
  - Katowice na starych mapach i pocztówkach (Bytom 1995), wspólnie z Jarosławem A. Krawczykiem
  - Zabrze wczoraj (Gliwice 1995)
- 1996
  - Bytom wczoraj (Gliwice-Bytom 1996)
  - Zarys Dziejów Szkoły Podstawowej nr 15 w Chorzowie (Bytom 1996), wspólnie z Krystyną Morawiec i Jarosławem Krawczykiem
  - Z dziejów kolei raciborskiej: w 150-lecie kolei w Raciborzu (Racibórz 1996)
- 1997
  - Dolny Śląsk wczoraj (Gliwice 1997)
  - Ruda Śląska wczoraj: Bielszowice, Bykowina, Chebzie, Godula, Halemba, Kochłowice, Nowy Bytom, Orzegów, Ruda, Wirek (Gliwice 1997)
- 1998
  - 50-lecie II Liceum Ogólnokształcącego im. Stefana Żeromskiego w Bytomiu 1948-1998 (Bytom 1998)
- 2001
  - Radzionków i Sucha Góra 90 lat temu (Radzionków 2001), wspólnie Jarosławem Krawczykiem, Markiem Minasem, Piotrem Tyczką i Jarosławem Wrońskim
  - Z dziejów kolei w Bieruniu (Bieruń 2001)
- 2002
  - Bytomska starówka na dawnych mapach i pocztówkach (Bytom 2002), wspólnie z Jarosławem A. Krawczykiem
  - Woda, światło, gaz... Z dziejów wodociągów, kanalizacji, gazyfikacji i elektryfikacji miasta Bierunia (Bieruń 2002)
- 2003
  - Bytomski plac Kościuszki na dawnych mapach i pocztówkach (Bytom 2003), wspólnie z Jarosławem A. Krawczykiem
  - Bytomskie pałace na dawnych mapach i pocztówkach, (Bytom 2003), wspólnie z Jarosławem A. Krawczykiem
  - Herbarz bytomski (Bytom 2003), wspólnie z Arkadiuszem Kuzio-Podruckim i Dariuszem Woźnickim
- 2004
  - Od Miejskiego Towarzystwa Ogniobronnego do Ochotniczej Straży Pożarnej. Z dziejów ochrony przeciwpożarowej w Bieruniu (Bieruń 2004)
  - Skarby mariackiej fary (Bytom 2004), wspólnie z Małgorzatą Derus i Maciej Droniem
  - Stary Bytom w dawnej fotografii (Bytom 2004), wspólnie z Janem Drabiną i Krystyną Holeksą
  - Ślad przeszłości: Bytom wielokulturowy (Bytom 2004), wspólnie z Marcinem Hałasiem i Dariuszem Walerjańskim
  - Z dziejów bytomskich wodociągów i kanalizacji (Bytom 2004)
- 2005
  - Bytomskie huty żelaza i cynku na dawnych mapach i fotografiach (Bytom 2005), wspólnie z Jarosławem A. Krawczykiem i Maciejem Skalskim
  - Bytomskie kopalnie węgla kamiennego na dawnych mapach i fotografiach (Tarnowskie Góry 2005), wspólnie z Jarosławem A. Krawczykiem i Maciejem Skalskim
  - Dzielnice Bytomia na starych fotografiach, pocztówkach i mapach (Bytom 2005), wspólnie z Jarosławem A. Krawczykiem
- 2006
  - Atlas historyczny Bytomia (Bytom 2006), wspólnie z Jarosławem A. Krawczykiem i Haliną Rościszewską-Narloch
  - Bytom na starych pocztówkach (Bytom 2006)
  - Bytomskie elektrownie na dawnych mapach i fotografiach (Bytom 2006), wspólnie z Jarosławem A. Krawczykiem
  - Bytomskie kopalnie cynku i ołowiu na dawnych mapach i fotografiach (Tarnowskie Góry 2006), wspólnie z Jarosławem A. Krawczykiem i Maciejem Skalskim
- 2007
  - Atlas geograficzny Bytomia (Bytom 2007), wspólnie z Jarosławem A. Krawczykiem
  - Bytom na starych fotografiach (Bytom 2007)
  - Bytomski park miejski na dawnych mapach i fotografiach (Bytom 2007), wspólnie z Jarosławem A. Krawczykiem
  - Bytomskie koleje na dawnych mapach i fotografiach (Bytom 2007), wspólnie z Jarosławem A. Krawczykiem
  - Katowice na starych pocztówkach (Radzionków 2008)
  - Węzeł kolejowy Tarnowskie Góry (Rybnik 2007)
- 2008
  - Straty wojenne: zabytkowe dzwony utracone w latach 1939-1945 w granicach Polski po 1945 roku, t. 3, Województwo śląskie. Cz. 1, Diecezja Katowicka wraz z częścią diecezji częstochowskiej (Warszawa 2008)
- 2009
  - Bytom na starych pocztówkach, wyd. 2 (Bytom 2009)
  - Bytomska starówka na dawnych mapach i fotografiach (Bytom 2009), wspólnie z Jarosławem A. Krawczykiem
  - Bytomskie pałace na dawnych mapach i fotografiach, (Bytom 2009), wspólnie z Jarosławem A. Krawczykiem
  - Piekary Śląskie na starych pocztówkach (Bytom 2009)
  - Radzionków na starych fotografiach 1945-1959 (Radzionków 2009), wspólnie z Jarosławem A. Krawczyk, Markiem Minasem i Jarosławem Wrońskim
  - Tarnowskie Góry na starych pocztówkach (Radzionków 2009)
- 2010
  - Dzielnice Bytomia na starych pocztówkach i fotografiach. Cz. 1, Bobrek, Dąbrowa Miejska, Górniki, Karb, Łagiewniki, t. 1 (Bytom 2010), wspólnie z Jarosławem A. Krawczykiem
  - Dzielnice Bytomia na starych pocztówkach i fotografiach. Cz. 2, Miechowice, Rozbark, Stolarzowice, Stroszek, Sucha Góra, Szombierki, t. 2, (Bytom 2010), wspólnie z Jarosławem A. Krawczykiem
  - Koleje wąskotorowe zakładów Gieschego (Rybnik 2010), wspólnie z Krzysztofem Soidą i Kazimierzem Tomczakiem
  - Tramwaje górnośląskie. T. 1, Tramwaje katowickie do 1945 roku (Rybnik 2010), wspólnie z Krzysztofem Soidą i Zbigniewem Danylukiem
- 2011
  - Stary Bytom w dawnej fotografii (Bytom 2011), wspólnie z Janem Drabiną i Tadeuszem B. Hadasiem[7]
- 2012
  - Bytom przełomu wieków XIX/XX. Opowieść o życiu miasta (Łódź 2012)[8]
  - Tramwaje górnośląskie. T. 2, Tramwaje katowickie po 1945 roku (Rybnik 2012), wspólnie z Krzysztofem Soidą i Zbigniewem Danylukiem
  - Ze spiżu i granitu. Pomniki Bytomia (2012), wspólnie z Edwardem Wieczorkiem[9]
- 2014
  - Parafie i kościoły Katowic (Katowice 2014), wspólnie z Grzegorzem Grzegorkiem
- 2015
  - Tramwaje dolnośląskie. T. 2. Historia tramwajów i trolejbusów w Legnicy (Rybnik 2015), wspólnie z Dariuszem Walczakiem, Zbigniewem Danylukiem i Bohdanem Turżaskim[10]
- 2016
  - Max Giemsa - katowicki architekt (komunikat), (w:) Półtora wieku dziejów Katowic. Przywracanie historycznej pamięci, red. A Barciak. Katowice 2016
  - Wodociągi i kanalizacja Katowic (Katowice 2016), wspólnie z Grzegorzem Grzegorkiem i Janem Psiukiem
- 2017
  - Węzeł kolejowy Katowice (Rybnik 2017), wspólnie z K. Soidą, D. Kellerem, E. Wieczorkiem i P. Terczyńskim
- 2021
  - Synagogi na Górnym Śląsku (Gliwice 2021), wspólnie z J. Bosem i B. Kubit